# Chirotonia

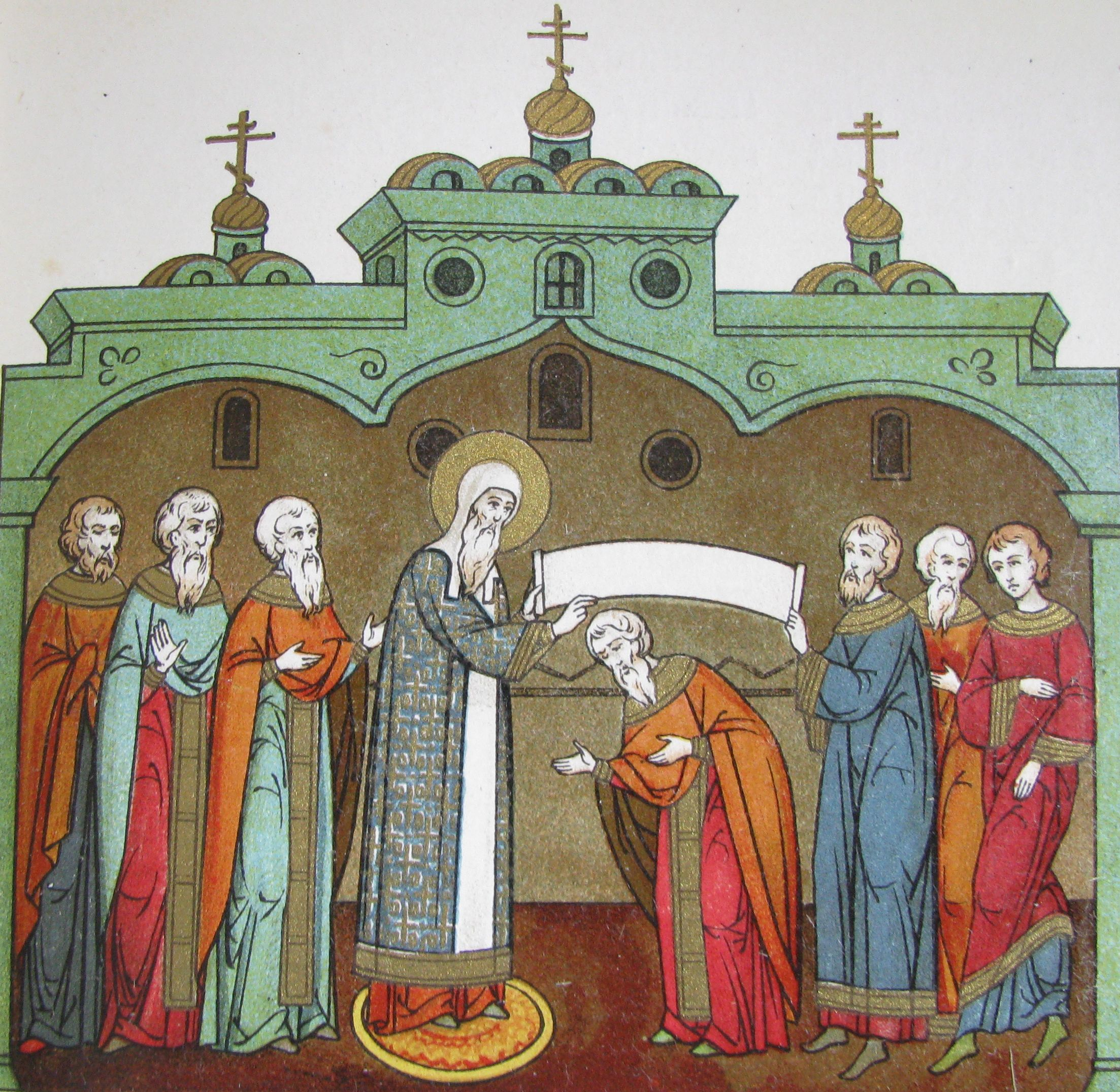
Chirotonia biskupia Stefana z Permu

Chirotonia (gr. χειροτονία „wyciągnąć ręce”, cs.  rukopołożenije) − w Kościele prawosławnym  i greckokatolickim udzielenie święceń wyższych kolejno na diakona, prezbitera i biskupa. 
Chirotonia ma miejsce zawsze podczas liturgii i zawsze jest sprawowana indywidualnie (nigdy nie wyświęca się kilku kandydatów jednocześnie, tj. w czasie jednej liturgii może być wyświęcony tylko jeden biskup, tylko jeden prezbiter, i tylko jeden diakon). Władzę udzielania święceń ma jedynie biskup, natomiast chirotonii nowego biskupa dokonywać musi trzech lub przynajmniej dwóch biskupów, co podkreśla kolegialny charakter episkopatu. 
Nawiązaniem do tradycji wyboru biskupów z czasów pierwszych wieków chrześcijaństwa jest potwierdzenie święceń biskupów przez zgromadzonych wiernych, którzy w odpowiednim momencie liturgii wznoszą okrzyki „Axios!” („Godzien!”).